# ガッシャーブルムI峰
ガッシャーブルムI峰（Gasherbrum I, ウルドゥー語: گاشر برم -1）は、中国とパキスタンの国境のカラコルム山脈にある山。ガッシャーブルム山塊の最高峰である。カラコルム山脈の主要なアプローチルートであるバルトロ氷河からはガッシャーブルムII - VI峰に遮られ山体が見えないことからヒドゥン・ピーク（Hidden Peak）とも呼ばれる。
標高8080 mで、世界第11位。「ガッシャーブルム」は「輝く峰」の意味だと言われることが多いが、実際はバルティ語（現地のチベット語方言）で「美しい山」（"rgasha" （美しい） + "brum" （山））の意である。インドの測量局のカラコルム測量時の測量番号はK5。

## 登頂歴
- 1958年7月5日 - （初登頂） - アンドリュー・ジョン・カウフマン、ピート・ショーニング（アメリカ隊、ニコラス・クリンチ隊長）。南東稜から。
- 1975年5月8日 - （無酸素初登頂） - ラインホルト・メスナー、ペーター・ハーベラー。8000メートル峰に初めてアルパインスタイルで登頂。1958年以来の第二登、新ルート（北西稜）。
- 1981年8月3日 - 長野県山岳協会の下鳥康三を隊長とする隊が日本人初登頂。隊員は藤次康雄ら３名。
- 1984年 - ラインホルト・メスナー、ハンス・カマランダー 　ガッシャーブルムII峰との初縦走。
- 1985年
  - 6月22日 - エリック・エスコフィエがメスナールートを登攀しベースキャンプから21時間で頂上往復。
  - 7月14日 - ジャンピエロ・ディ・フェデリコが北西壁新ルートで初の単独登頂。
- 1986年8月2日 - 日本隊の清水修と和久津清が北面新ルートから登頂。後にジャパニーズ・クーロワールと呼ばれ、頂上へ至る標準的なルートとなる。
- 1996年夏-京都クライマーズクラブ（3）らが酸素ボンベなしで登頂。下山中に韓国隊の遭難救助。
- 2012年3月9日 - アダム・ビエレツキ、ヤヌシュ・ゴロヴが冬季初登頂。
- 2017年 - マレク・ホレセク、ズデニエック・ハークが南西壁"Satisfaction"を初登攀。